# Vänersborg
Vänersborg – miasto portowe w południowo-zachodniej Szwecji, nad jeziorem Wener. W 2008 r. miasto to na powierzchni 11,57 km² zamieszkiwało 21 607 osób.
W tym mieście rozwinął się przemysł elektrotechniczny, chemiczny oraz szkutniczy.

## Historia
Vänersborg został założony przez mieszkańców z Brätte pomiędzy 1642 i 1644 i w tym samym roku dostał status miejski.
Pozostałości z Brätte ciągle stanowią dużą atrakcje turystyczną.
Nazwa miasta znaczy dokładnie "twierdza nad (jeziorem) Väner" i wywodzi się od twierdzy, która powstała w 1644 w celach ochronnych.
Herb miasta także pochodzi z 1644 i przedstawia złoty statek z dwoma flagami szwedzkimi. W 1988 roku urodziła się szwedzka wokalistka Agnes.

## Przypisy

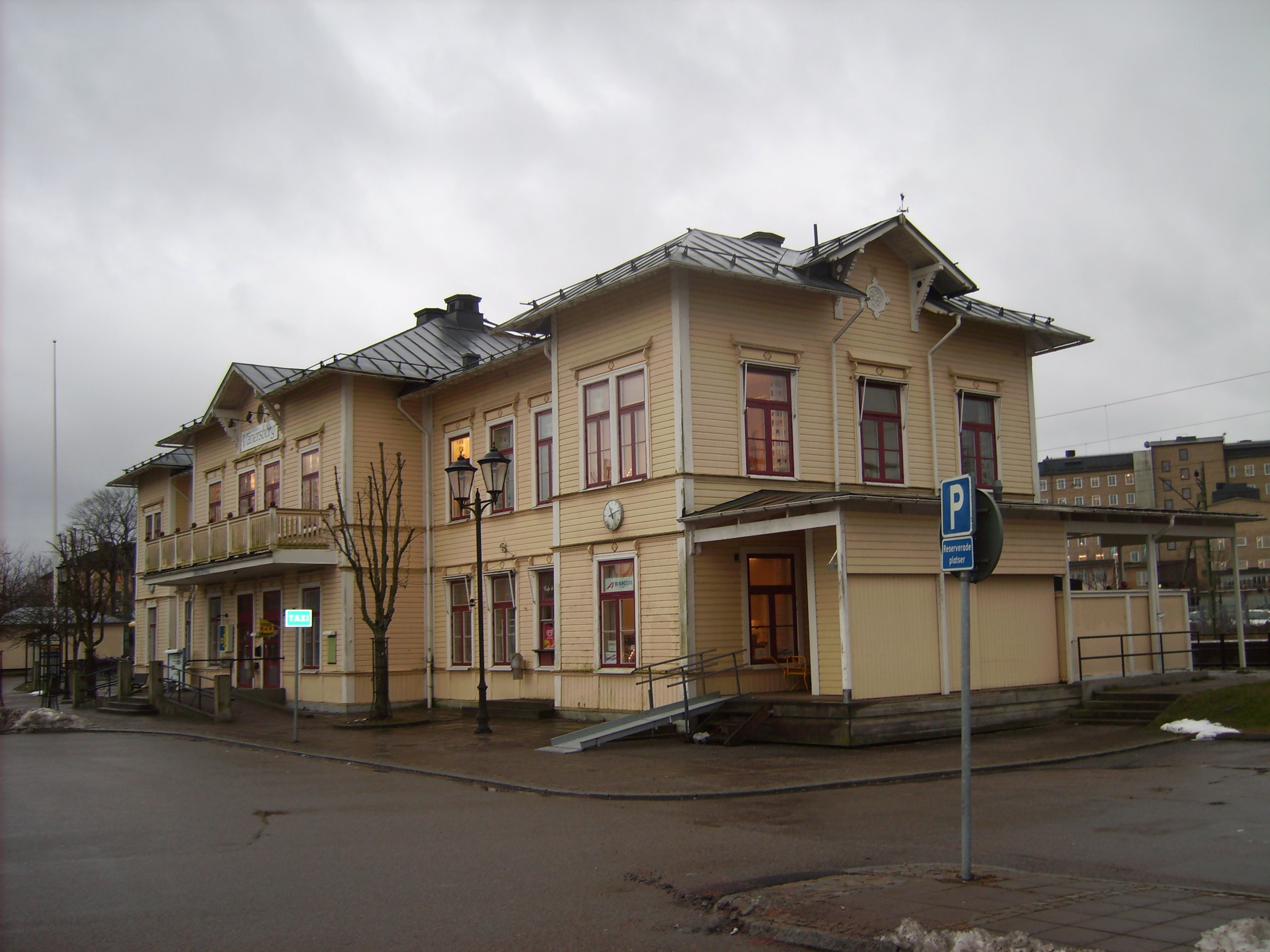
Stacja kolejowa w Vänersborg